# Matt Jones (golfer)
Matthew (Matt) Jones (Sydney, 19 april 1980) is een Australisch golfprofessional die momenteel speelt op de Amerikaanse PGA Tour en de Australaziatische PGA Tour.

## Loopbaan
Voordat Jones een golfprofessional werd in 2001, was hij een goed golfamateur, maar behaalde geen overwinningen.
In zijn eerste jaren als golfprofessional speelde hij op de Nationwide Tour, een opleidingsgolftour van de Amerikaanse PGA Tour, en behaalde tot nu toe geen zeges. In 2007 eindigde hij op de zevende plaats van de Nationwide Tour en kreeg hiervoor een speelkaart voor de PGA Tour.
In begin april 2014 behaalde hij zijn eerste profzege door het Shell Houston Open te winnen. Hij won de play-off van Matt Kuchar.

## Erelijst

### Professional
Amerikaanse PGA Tour
| Nr. | Datum        | Toernooi           | Score           | Score | Info                            |
| --- | ------------ | ------------------ | --------------- | ----- | ------------------------------- |
| 1   | 6 april 2014 | Shell Houston Open | 68-68-71-66=273 | –15   | Won de play-off van Matt Kuchar |